# Fuego en la sangre
Fuego en la sangre est une telenovela mexicaine diffusée en 2008 sur Canal de las Estrellas.

## Synopsis
Les trois frères : Juan, Oscar et Franco Reyes jurent sur la tombe de leur sœur Lidia fraîchement enterrée, de venger sa mort. Lidia est morte dans de mystérieuses circonstances alors qu'elle entretenait une relation passionnée avec un autre homme, le riche et influent Bernardo Elizondo qui est mort depuis également dans de mystérieuses circonstances. Les frères découvrent que, non seulement Elizando était marié mais qu'il était aussi le père de trois jeunes femmes très belles et très différentes les unes des autres. Persuadés que la mort de Lidia était directement liée à sa relation avec Elizando, les frères décident de s'immiscer dans la vie de celui-ci et d'assouvir leur vengeance sur ses filles. Là, toutefois, ils découvrent que les choses ne sont pas aussi simples qu'ils l'avaient pensé...

## Distribution
- Elizabeth Álvarez : Jimenita Elizondo Acevedo
- Jorge Salinas : Don Oscar Robles Reyes
- Sergio Mayer : Román Salvatierra
- Ninel Conde : Rosario Montes
- Eduardo Yáñez : Don Juan Robles Reyes
- Adela Noriega : Sofia Elizondo Acevedo
- Pablo Montero : Franco Robles Reyes
- Nora Salinas : Sara Elizondo Acevedo
- María Sorté : Eva Rodríguez
- René Casados : Padre Tadeo
- Joaquín Cordero : Don Agustín Acevedo
- Patricia Reyes Spíndola : Quintina
- Julissa : Raquel Santos Trujillo de Uribe
- Diana Bracho : Doña Gabriela Elizondo de Acevedo
- Susana Zabaleta : Ruth Uribe Santos/ Ruth Uribe Acevedo
- Gilberto de Anda : Ricardo Uribe Casanova
- Vicente Fernández Jr. : Vicente Robles
- Tony Vela : Ricardo "El Coyote" Uribe Jr.
- Luis Reynoso : Rosendo Aguirre
- Aurora Clavel : Ofelia
- Sergio Acosta : Armando Navarro
- Rebeca Manríquez : María Caridad
- Nora Velásquez : María Esperanza
- Alejandro Aragón : Octavio Uribe
- Luis Fernando Peña : Rigoberto
- Radamés de Jesús : Eladio
- Isaura Espinoza : Hortensia
- Renata Flores : Petra Sánchez
- Juan Carlos Flores : Tobías
- Roberto D'Amico : Obispo
- Juan Carlos Bonet : Bruno Ferraño
- Gabriela Ramírez : Eugenia
- David Rencoret : Dr. Gómez
- Victor Luis Zuñiga : Juliancito
- Sherlyn : Libia Reyes Robles
- Silvia Pinal : Santa "Santita"
- Alma Muriel : Soledad
- Manuel Landeta : Anselmo Cruz
- Eduardo Capetillo : Pedro Reyes
- Carlos Bracho : Bernardo Elizondo
- Niurka Marcos : Maracuyá
- Ernesto Laguardia : Juan José Robles
- Lourdes Munguia : Maria Libia Reyes de Robles
- Sofía Vergara : Leonora Castañed
- Cristián de la Fuente : Damián Ferrer
- Adalberto Parra : Brujo
- Carlos Cardán : Apolinar
- Antonio Medellín : Abuelo Fabio
- Roberto Vander : Dr. Gilberto Castañeda
- Sergio Reynoso : General Alejandro Reyes
- Guillermo García Cantú : Don Fernando Escandon
- Mario Arellano : Pablito
- Blanca Sánchez: Aida de Acevedo

## Diffusion internationale
| Pays                   | Chaîne                 | Titre              | Série première         |
| ---------------------- | ---------------------- | ------------------ | ---------------------- |
| Mexique                | Canal de las Estrellas | Fuego en la sangre | 21 janvier 2013        |
| République dominicaine | Telemicro              | Fuego en la sangre |                        |
| Salvador               | TCS                    | Fuego en la sangre |                        |
| Nicaragua              | Canal 10               | Fuego en la sangre |                        |
| Espagne                | Antena 3 Canarias      | Fuego en la sangre |                        |
| Espagne                | Nova                   | Fuego en la sangre |                        |
| Équateur               | Gama TV                | Fuego en la sangre |                        |
| États-Unis             | Univision              | Fuego en la sangre |                        |
| États-Unis             | Telefutura             | Fuego en la sangre |                        |
| Pérou                  | América Televisión     | Fuego en la sangre |                        |
| Roumanie               | Acasa TV               |                    |                        |
| Uruguay                | Teledoce               | Fuego en la sangre |                        |
| Chili                  | Mega                   | Fuego en la sangre | 2008 2013 (rediffusée) |
| Chili                  | La Red                 | Fuego en la sangre |                        |
| Venezuela              | Televen                | Fuego en la sangre |                        |
| Argentine              | Canal 9                | Fuego en la sangre |                        |
| Argentine              | Latinovelas            | Fuego en la sangre |                        |
| Macédoine              | Sitel TV               |                    |                        |
| Paraguay               | Telefuturo             | Fuego en la sangre |                        |
| Slovénie               | POP TV                 |                    |                        |
| Bulgarie               | Diema Family           |                    |                        |
| Serbie                 | RTV Pink               |                    |                        |
| Bosnie-Herzégovine     | Pink BH                |                    |                        |
| Monténégro             | Pink M                 |                    |                        |
| Costa Rica             | Repretel Canal 6       | Fuego en la sangre |                        |
| Colombie               | RCN Televisión         | Fuego en la sangre |                        |
| Bolivie                | Bolivisión             | Fuego en la sangre |                        |

## Versions
- Las aguas mansas (Canal Uno, 1994-1995)
- Pasión de Gavilanes (Telemundo/Caracol Televisión, 2003-2004)
- Gavilanes (Antena 3, 2010)
- Tierra de reyes (Telemundo, 2014-2015)
- Pasión de Amor (ABS-CBN, 2015-2016)

### Sources
- (es) Cet article est partiellement ou en totalité issu de l’article de Wikipédia en espagnol intitulé « Fuego en la sangre » (voir la liste des auteurs).